# Clinton (Maryland)
Pour les articles homonymes, voir Clinton.
Clinton est une census-designated place (CDP) du Comté du Prince George dans le Maryland aux États-Unis. Jusqu'à l'époque de la Guerre de Sécession, la localité se nommait Surrattsville. Lors du recensement de 2000 sa population était de 26 064 habitants. 